# Liste der griechischen Orden und Ehrenzeichen
Diese Liste gibt einen Überblick über die griechischen Orden und Ehrenzeichen.

Wappen des Königreiches

## Königreich
- Erlöser-Orden (1833)
- Ehrenzeichen für den Freiheitskampf[1]
- Denkzeichen für das Bayerische Hilfskorps[1]
- Denkzeichen für die bayerischen Freiwilligen[1]
- Erinnerungsmedaille der Verkündung der Verfassung von 1843 (1843)
- Orden Georgs I. (1915)
- Tapferkeitsorden (1915)
- Kriegsverdienstkreuz (1917)
- Phönix-Orden (1926)
- Orden des Heiligen Georg und Heiligen Konstantin (1936)
- Orden der Heiligen Olga und der Heiligen Sophia (1936)
- Kriegskreuz (1940)
- Luftwaffen-Kreuz (1945)
- Luftwaffen-Verdienstkreuz (1945)
- Kriegserinnerungsmedaille 1940–1941 (1947)
- Kriegserinnerungsmedaille 1941–1945 (1947)
- Wohltätigkeits-Orden (1948)
- Nationale Widerstands-Medaille (1948)
- Medaille für gute Dienste (1950)
- Erinnerungszeichen 100 Jahre griechisches Königshaus (1963)

## Republik
- Erlöser-Orden (1833)
- Tapferkeitsorden (1915)
- Phönix-Orden (1926)
- Wohltätigkeits-Orden (1948)
- Tapferkeitsmedaille (1974)
- Medaille für gute Dienste (1974)
- Militärverdienstmedaille (1974)
- Orden der Ehre (1975)

Wappen der Republik

- Kreuz für außergewöhnliche Taten (1998)